# Воблер (реклама)
Во́блер (від англ. wobble — тремтіти) — невелика конструкція на тонкій гнучкій пластиковій ніжці, що містить інформацію про товар, яка створює ефект тремтіння (від руху повітря), тим самим привертаючи увагу. Саме тому вони не просто клеяться до полиць, а висять на міцних гнучких ніжках. Використовується як рекламний засіб. 
Воблер — рекламний носій або цінник фігурної форми, виготовлений з пластику, щільного паперу або картону з пластиковою ніжкою, за допомогою якої він приклеюється на 2-х сторонній скотч до прилавка або до будь-якого іншого місця реклами товару. Один із найпопулярніших видів POS (Point of Sale) продукції, який широко використовується в рекламі та маркетингу. Воблери популярні завдяки своїй компактності, простоті виготовлення і невисокій вартості, хоча можуть бути виготовлені й в дорожчих варіантах. Важливою особливістю є можливість використання різних матеріалів і технологій, що дає змогу адаптувати їх під конкретні маркетингові завдання та умови експлуатації.
Воблери друкуються на щільному папері або крейдованому картоні. Потім, як правило, слідує додаткова обробка, що поліпшує зовнішній вигляд і зносостійкість виробу: ламінація або лакування офсетним або УФ лаком. Також для покращення зовнішнього вигляду можуть застосовуватись фольга та тиснення. Наступний етап виготовлення воблера — «висічка». Зрідка воблери бувають просто квадратної або прямокутної форми, але зазвичай — фігурні. Іноді використовується висічка просто у вигляді кола, частіше — у вигляді зображеного на воблері предмета (це може бути що завгодно: ромашка, подушка, кавова чашка — головне, щоб для такої конфігурації було технічно можливо виготовити штамп для висікання).
Пластикова пружна ніжка воблера має стандартні розміри близько 10×100-10×150 мм (для більших і важких воблерів індивідуально підбирається ніжка довша або товстіша — настільки, наскільки це необхідно). Вона виготовляється з тонкого і гнучкого прозорого пластику з нанесеним двостороннім скотчем — одна сторона клеїться безпосередньо до воблера, друга — до місця його розміщення. Для надійнішого кріплення для більшості воблерів використовуються ніжки зі спіненим скотчем. Також можуть використовуватись алюмінієві ніжки. Такі ніжки підходять для важчих воблерів, а також вони менше колишуться. Ще можуть застосовуватись ніжки на пружині. Вони використовуються в умовах обмеженого простору та забезпечують легку вібрацію.

## Історія
Термін "воблер" в контексті реклами вперше згадується 1958 року в журналі «The Billboard». Популярність у точках продажу воблери почали набирати з 2006 року. Уперше, того ж 2006 року (місто Бристоль, Англія), їх використали як рекламу на полиці з альтруїстичною метою — заохотити людей здавати пластикові пляшки на перероблювання.
Активно використовуватися в Україні воблери стали ще пізніше. Нині воблери — один з ефективних видів POS-матеріалів у всіх точках продажу: супермаркетах, гіпермаркетах, невеликих роздрібних магазинах, на заправках, у спеціалізованих побутових магазинах, аптеках, загалом скрізь, навіть у банку вони можуть бути доречні.

## Переваги
Рекламний воблер у торгівлі має низку переваг, які роблять його ефективним інструментом для привернення уваги покупців:
- Універсальність – за допомогою воблера можна рекламувати новий товар у магазині, підвищувати впізнаваність компанії, популяризувати логотип, знайомити відвідувачів з акціями, розпродажами, знижками та спеціальними пропозиціями.
- Висока помітність — завдяки дизайну і розташуванню воблер привертає увагу покупців і виділяється серед інших товарів.
- Легкість встановлення — воблери легко кріпляться і знімаються, що дає змогу швидко змінювати рекламні матеріали залежно від акцій і пропозицій.
- Економічність — порівняно з іншими видами реклами, воблери є відносно недорогим рішенням.
- Гнучкість дизайну — дизайн воблера може бути легко адаптований під конкретні маркетингові цілі та брендові стандарти.
- Інтерактивність — продавець може провзаємодіяти з покупцем не тільки офлайн, а й онлайн. Наприклад, додавши на воблер QR код, який вестиме на цільову сторінку.
- Розміри — воблери практично не займають місця. Розміри такої рекламної таблички зазвичай не перевищують формату A5. Цього достатньо, щоб дати посил відвідувачу магазину, зацікавити та ненав'язливо підштовхувати до потрібної дії.

Попри свої невеликі розміри, він одразу впадає в око, якщо його розташування добре продумане. Психологи стверджують, що максимальний ефект він дає тоді, коли розташований біля рекламованої продукції. Тоді сигнал, зчитаний мозком із картинки, одразу дає, як результат, бажання придбати цей товар. Що менше його потрібно буде шукати, то менше шансів, що покупець передумає.

## Розміщення
Воблер для реклами буде найбільш ефективними, якщо розміщувати його в стратегічно важливих точках магазину. Наприклад:
- На рівні очей — розміщення воблера на рівні очей покупців збільшує ймовірність, що вони його помітять.
- Біля каси — воблери, розміщені в касовій зоні, можуть стимулювати імпульсні покупки.
- Поруч з акційними товарами — розміщення воблерів поруч із товарами, що беруть участь в акціях або знижках, допомагає привернути до них додаткову увагу.
- У місцях великого скупчення людей — такі місця, як входи, виходи та основні проходи, є ідеальними для розміщення воблерів, оскільки через них проходить велика кількість покупців.

Як окремий вид воблера виділяють Т-денгер — цілісний пластиковий воблер із кріпленням на скотч. Перевага таких воблерів — зносостійкість, вони не псуються від зайвої вологи, можуть висіти на вулиці. Пластикові воблери можна використовувати для продуктів у відділах із певним кліматом. Наприклад, у місцях із холодильними установками, наприклад.